# Agrostis lanata
Agrostis lanata é uma espécie de gramínea do gênero Agrostis, pertencente à família Poaceae.